# Mindanaostroom

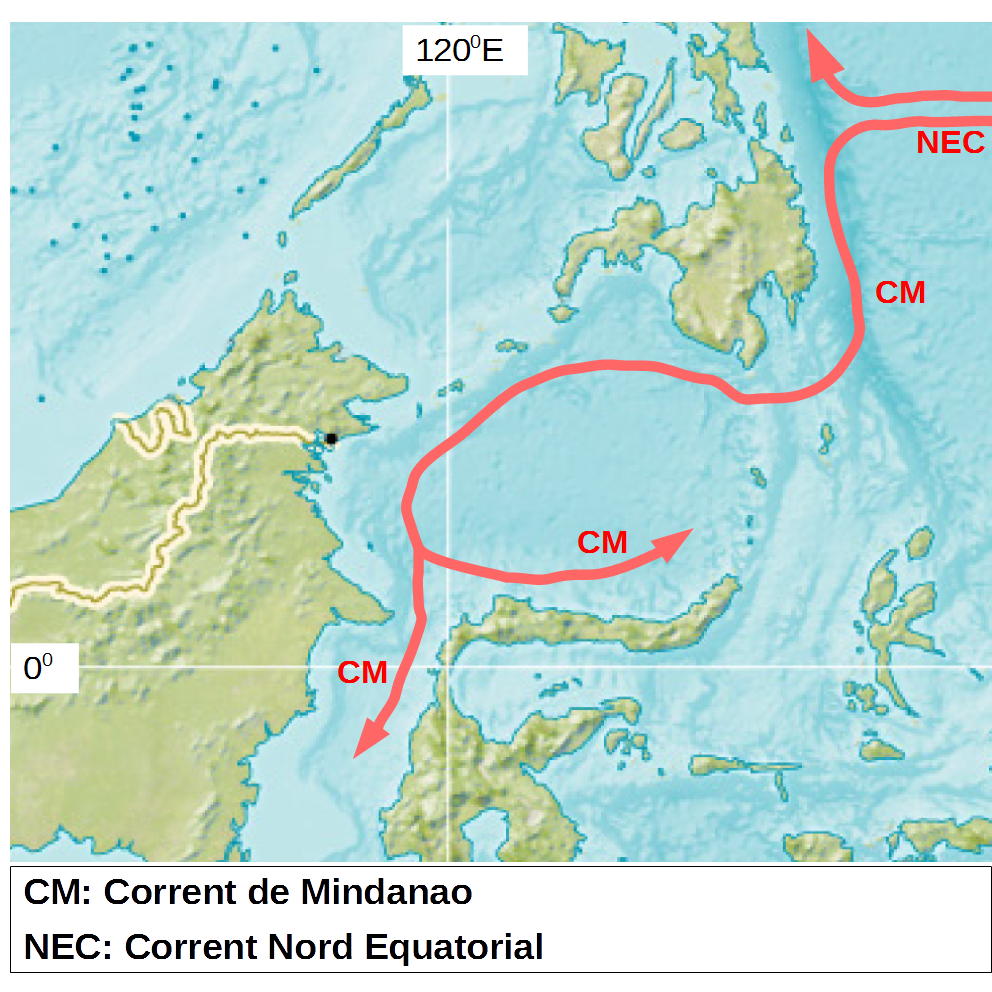
De Mindanaostroom met alleen de westwaarts stromende tak

De Mindanaostroom (MC) is een zeestroom in het westen van de Grote Oceaan voor de kust van de Filipijnen. De zeestroom ligt voor de kusten van Mindanao in de Filipijnenzee en de Celebeszee in grofweg een zuidwestelijke richting.
De Mindanaostroom ontstaat voor de oostkust van de Filipijnen wanneer de Pacifische Noordequatoriale stroom zich in twee takken splitst. De noordwaarts stromende tak vormt de Kuroshio en de zuidwaarts stromende tak de Mindanaostroom. De zeestroom stroomt eerst in zuidelijke richting langs de oostkust van Mindanao en splitst zich voor de zuidoostkust in enkele takken. De oostwaarts stromende tak vormt de Pacifische Equatoriale tegenstroom. De zuidwaarts stromende tak buigt even verder richting het westen om zich bij de Pacifische Equatoriale tegenstroom te voegen. De westwaarts stromende tak stroomt de Celebeszee in en gaat daar over in de Indonesische doorstroom.
De zeestroom stroomt door de mariene ecoregio Oostelijke Filipijnen en de mariene ecoregio Celebeszee/Straat Makassar.